# ولینگتون نیم
ولینگتون سیلوا سانشیس آگیار (پرتغالی: Wellington Silva Sanches Aguiar؛ زادهٔ ۶ فوریهٔ ۱۹۹۲) که با نام ولینگتون نِیْم شناخته می‌شود، بازیکن فوتبال اهل برزیل است.
از باشگاه‌هایی که در آن بازی کرده‌است می‌توان به فلومیننزه، فیگیرنسه، شاختار دونتسک، سائو پائولو و فورتالزا اشاره کرد.